# Laserskärning

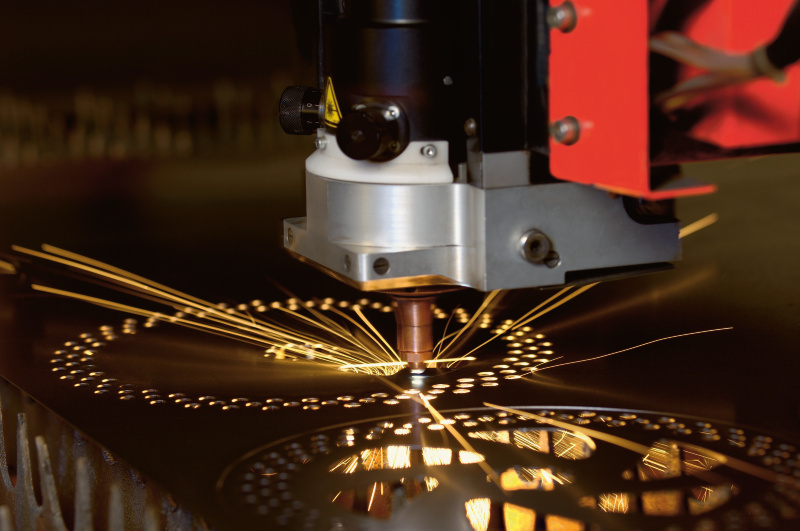
Laserskärare i arbete.

Laserskärning är en skärningsmetod där en laserstråle används för att hetta upp materialet till en sådan temperatur att den smälter eller förgasas. Temperaturen kan bli flera tusen grader i snittet och man rör samtidigt antingen ämnet eller skärhuvudet i en jämn hastighet för att åstadkomma snittet. Kännetecknande för laserskärning är en hög bearbetningshastighet, ibland så hög som tiotals meter per minut. Även toleranserna ligger i topp jämfört med många andra metoder, då noggrannheter mindre än tiondelar inte är ovanliga. Man kan med dagens laserskärningsmaskiner bearbeta upp till 25 mm tjockt stål.
Inom industrin är två laserstrålkällor vanligast, koldioxidlasern och YAG-lasern. På senare tid har varianter av YAG-lasrar kommit fram, där fiberlasern är den senaste. Det finns även bearbetning som sker med halvledarlasrar, dock inte för skärning, men väl för till exempel lasersvetsning.
Material som kan bearbetas är de flesta förekommande metallerna, men även trä, ett flertal plaster, tyg och papper, med mera. Glas och sten är dock svårt att laserskära, där är man hänvisad till exempelvis vattenskärning.

## Metoder
Det finns många olika metoder för att skära med laser, och olika typer används för att skära i olika material. Några av metoderna är förångning, smältning och blåsning, smältblåsning och bränning, termisk krackning, dragning, kallskärning och laserskärning som stabiliseras genom bränning.

### Skärning av ånga
Vid ångskärning värmer den fokuserade strålen upp materialets yta till en flampunkt och skapar ett nyckelhålssnitt. Nyckelhålet resulterar i en dramatisk ökning av absorptionskapaciteten, vilket snabbt fördjupar hålet. 

### Termisk sprickbildning
Sköra material är särskilt känsliga för termisk fraktur, vilket används vid termisk spänningssprickbildning. Strålen fokuserar på ytan, vilket orsakar lokal uppvärmning och termisk expansion. Detta skapar en spricka som sedan kan användas för att styra balken. Detta används vanligtvis vid skärning av glas. 

### Reaktiv kapning
Jetskärning kallas också "lasergasskärning med stabiliserad förbränning" och "flamskärning". Jetskärning liknar skärning med en syrgasbrännare, men med en laserstråle som tändkälla. Används främst för kapning av kolstål som är tjockare än 1 mm. Denna process kan användas för att skära mycket tjocka stålplåtar med relativt låg lasereffekt. 

## Bilagor
Militära tillämpningar står för merparten av FoU-investeringarna inom detta område, särskilt i USA.
Skärning i trä och polymer är mycket vanligt inom skylt- och dekorbranschen. 
Laserskärning används för att skapa kretskort.
I början av 2000-talet började lasrar bli populära bland allmänheten, särskilt genom massanpassning. I det här fallet används laserskärning på medaljer, reklamartiklar, smycken eller till och med spritflaskor.
Under 2007 genomgick tekniken en stor förändring, med en CO2 -skärande lasereffekt på över 6 kW.